# RR (ciśnienie tętnicze)
RR – symbol używany dla oznaczenia ciśnienia tętniczego, którego pomiaru dokonano przy użyciu sfigmomanometru. Wywodzi się od nazwiska wynalazcy tego aparatu – Scipione Riva-Rocciego. Według purystów zarezerwowany jedynie dla wyników uzyskanych metodą Riva-Rocciego, podczas gdy dla innych pomiarów, np. metodą Korotkowa, należałoby stosować odmienne oznaczenie (np. CTK lub BP).
Przykładowy zapis:
RR 120/80
- 120 – ciśnienie skurczowe w mm Hg
- 80 – ciśnienie rozkurczowe w mm Hg

Wartość ciśnienia zwyczajowo podaje się milimetrach słupa rtęci (mmHg).
Decydując się na oznaczanie ciśnienia tętniczego za pomocą skrótu RR należy pamiętać, że oznacza ono także skrót od angielskich słów respiratory rate (= częstość oddychania). 
Dla przejrzystości, czystości formy oraz uniknięcia nieporozumień, opisując stan pacjenta (np. w artykule), jeśli używa się dla częstości oddychania skrótu RR, to dla ciśnienia tętniczego bardziej właściwe jest używanie skrótu BP (blood pressure), a jeszcze precyzyjniej – ABP (= arterial blood pressure).